# Begonia angularis
Espèce
Synonymes
- Begonia compta W.Bull[1]
- Begonia hastata Vell.[1]
- Pritzelia zebrina Klotzsch[1]

Begonia angularis est une espèce de plantes de la famille des Begoniaceae. Ce bégonia à port de bambou est originaire du Brésil. L'espèce fait partie de la section Pritzelia. Elle a été décrite en 1820 par Giuseppe Raddi (1770-1829). L'épithète spécifique angularis signifie « angulaire », par allusion à la forme du feuillage.

## Description

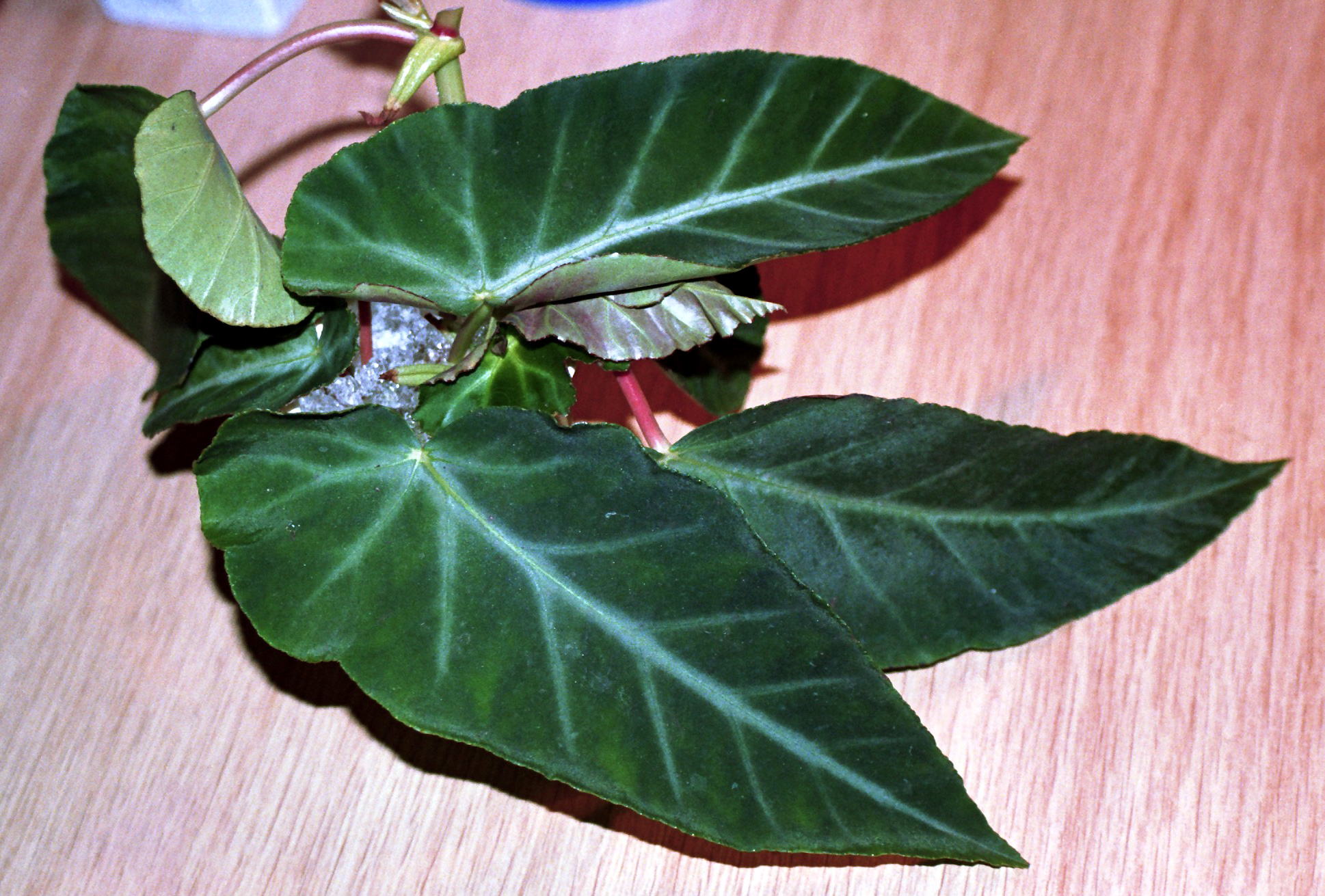
Propagule de Begonia angularis.

## Répartition géographique
Cette espèce est originaire du pays suivant : Brésil.

## Liste des variétés
Selon World Checklist of Selected Plant Families (WCSP) (5 février 2017), Catalogue of Life (5 février 2017) et Tropicos (5 février 2017) :
- variété Begonia angularis var. angularis
- variété Begonia angularis var. angustifolia A.DC. (1861)